# Kati Jeroh
Kati Jeroh is een bestuurslaag in het regentschap Aceh Tenggara van de provincie Atjeh, Indonesië. Kati Jeroh telt 221 inwoners (volkstelling 2010).